# Неуротицизам
У психологији, неуротицизам означава једну од базичних црта личности. На пример, модел Великих пет црта личности сугерише да су индивидуе које имају више вредности на мерама неуротицизма склоније емоционалној нестабилности, као и да чешће доживљавају анксиозност, бригу, страх, љутњу, фрустрације, завист, љубомору, осећање кривице, депресивно расположење и усамљеност. Сматра се да овакви људи лошије реагују на стресоре и да су склонији томе да свакодневне ситуације и ситне фрустрације  интерпретирају као фаталне. Често су описани као превише усмерени на себе и стидљиви, а неретко имају и проблем с контролом нагона и одлагањем задовољстава.
Сматра се да су особе са високим скором неуротицизма у већем ризику да развију неке менталне поремећаје (поремећаје расположења, анксиозне поремећаје, зависност) и симптоме који се традиционално сврставају у неурозе.

## Дефиниција
Неуротицизам као црту личности налазимо у многим моделима унутар психологије личности, мада постоји неслагање око дефиниције овог појма. Неуротицизам се некад дефинише као тенденција особе да се лако побуди у ситуацијама стимулације и тешко опушта након тога, посебно када су у питању емоционално негативне стимулације. Друга дефиниција ставља фокус на емоционалну нестабилност и лошу адаптацију, насупрот емоционалној стабилности и успешној адаптираности. Неке дефиниције наглашавају мањак самоконтроле, лоше подношење стреса и тенденцију ка сталном незадовољству.
Различити тестови личности мере неуротицизам на концептуално другачији начин, што ствара одређену конфузију у научној литератури, посебно када су у питању такозвани фацети, тј. подцрте.
Индивидуе које имају ниже скорове на неуротицизму су емоционално стабилније и боље реагују на стрес. Показују већу прибраност, стабилност, и ређе се осећају напето и узнемирено. Иако овакве особе доживљавају мање негативних емоција, то не значи нужно да доживљавају више позитивних емоција. Већи скор на мерама позитивног емоционалног доживљавања је нешто што се добија мерењем једне друге црте личности, екстраверзије. Неуротични екстраверти, на пример, могу доживљавати високе нивое и пријатних и непријатних емоција, нешто попут емоционалног ролеркостера.

## Мерење
Као и остале црте личности, неуротицизам се углавном сматра континуираном, а не дискретном варијаблом. Мерење неуротицизма углавном се спроводи на основу мера самопроцене, мада се могу употребљавати и процене блиских других, као и опсервације од стране независних процењивача. Мере самопроцене могу бити лексичке или базиране на тврдњама. Одлука о томе какве мере ће се користити у истраживању зависи од процене психометријских карактеристика, као и од временског и просторног ограничења студије која се спроводи.
Лексичке мере су базиране на придевима који описују индикаторе неуротицизма као што су анксиозност, завист, љубомора и нестабилно расположење и оне су прилично економичне у истраживачком смислу. Луис Голдберг (1992) развио је субскалу неуротицизма која се састоји од 20 придева (маркера), а која је део скале од 100 маркера која мери свих 5 особина личности из модела Великих пет. Сосје (1994) је развио још сажетију субскалу од 8 придева која је део његове мини-скале од укупно 40 маркера. Томпсон (2008) је систематизовао ове мере и развио Интернационалну скалу мини-маркера на енглеском језику која показује високу валидност и поузданост у популацијама унутар и изван Северне Америке. Унутрашња конзистентност ове скале која мери неуротицизам показује вредност 0.84 за популацију којој је енглески језик матерњи, и 0.7 за популацију којој није матерњи.
Мере у облику тврдњи укључују целе реченице и стога заузимају више простора у истраживачком упитнику него лексичке мере. Испитаницима се постављају питања у којој мери они, на пример, “Остају сталожени под притиском” или “Имају честе промене расположења”. Док неке мере базиране на тврдњама имају, у популацији становника Северне Америке, приближно сличне психометријске карактеристике као лексичке мере, њихов емски начин конструисања чини их мање погодним за употребу у другим популацијама. Добар пример представљају жаргонски изрази неког језика који могу бити тешко схватљиви онима којима језик на којем су тврдње формулисане није матерњи.
Неуротицизам је такође проучаван из перспективе Грејеве биопсихолошке теорије личности, помоћу скале која мери личност у две димензије: систем инхибиције понашања (енгл. behavioural inhibition system, БИС) и систем активације понашања (енгл. behavioural activation system, БАС). Сматра се да је БИС повезан са осетљивошћу на казну, као и са мотивацијом за избегавање нежељених стимулуса, а да је БАС повезан са осетљивошћу на награду, као и са мотивацијом да се придобије жељено. Утврђено је да је неуротицизам у позитивној корелацији са БИС скалом, а негативној са БАС скалом.
Неуротицизам је такође један од четири елемента базичне самоевалуације (енгл. core self-evaluations), односно онога како појединац себе доживљава, а остала три елемента су локус контроле, самоефикасност и самопоштовање. Концепт базичне самоевалуације први су испитали Џаџ, Лок и Дарам (1997) и од тада је све више доказа у прилог тези да овај концепт може да предвиђа неколико аспеката рада, пре свега задовољство послом и радну успешност.
Постоји ризик од пристрасности приликом одабира узорка у истраживањима неуротицизма; један прегледни рад из 2012. године сугерише да је у „многим студијама коришћени узорак одабран из привилеговане и образоване популације“.
Неуротицизам је у високој корелацији са Мороовим рефлексом који се јавља као аутоматски одговор у ситуацијама страха, и у негативној корелацији са њим када се јавља као одговор на стимулусе који изазивају гађење. То сугерише да неуротицизам може повећати будност у ситуацијама где је бег могућ, али и да може допринети емоционалној равнодушности  када бег није опција. Мера Мороовог рефлекса може се користити за предвиђање особине неуротичности и то са добром тачношћу, а неки аутори сматрају га и неуролошком основом неуротицизма. Мороов рефлекс се уобичајено јавља као одговор на гласан звук над којим човек обично нема контролу, мада  антиципација надолазеће буке може умањити његову јачину. Управо су јачина и трајање овог рефлекса предиктори неуротичности.

## Корелације са менталним поремећајима
Питања која се користе на многим упитницима за процену неуротицизма преклапају се са инструментима за процену менталних поремећаја, попут анксиозних поремећаја (посебно социјалне анксиозности) и поремећаја расположења (посебно великог депресивног поремећаја), што понекад може отежати тумачење добијених мера, као и утврђивање узрочно-последичне везе. Поред тога, показано је да постоје и корелације међу овим мерама.
Мета-анализа из 2013. године показује да широк спектар менталних поремећаја јесте повезан са вишим нивоима неуротицизма. Показано је и да висок скор на неуротицизму предвиђа развој анксиозних поремећаја, великог депресивног поремећаја, психозе и схизофреније, а предиктиван је, мада мање, и за злоупотребљавање супстанци, као и за неспецификовани ментални поремећај.
Утврђене су и везе између неуротицизма и стопе смртности. Мрочек и Спиро (2007) установили су пораст нивоа неуротицизма током старења, у групи мушкараца, као и то да повећани неуротицизам свеукупно доприноси вишим стопама смртности.

### Поремећаји расположења
У поремећаје који су повезани са вишим неуротицизмом убрајају се поремећаји расположења (попут депресије и биполарног поремећаја),анксиозни поремећаји, поремећаји исхране, схизофренија и схизоафективни поремећај, дисоцијативни поремећај и хипохондријаза. Поремећаји расположења, ипак, показују много већу повезаност са неуротицизмом него већина других поремећаја. Пет великих студија описује децу и адолесценте са високим неуротицизмом као „анксиозну, рањиву, напету, подложну страховима и пуцањем под притиском, склону кривици, ћудљиву, с ниском толеранцијом на фрустрацију и несигурну у односима са другима“, што укључује и особине које се тичу доминантности негативних емоција, као и  особине које се тичу начина подношења таквих емоција. Утврђено је да је неуротицизам код одраслих повезан са учесталошћу самопроцењених проблема.
Ове асоцијације могу се разликовати од културе до културе, на пример, Адамс је указао на везу између неуротицизма и поремећаја исхране у узорку америчких тинејџерки из више средње класе, док је код девојчица из Гане нашао везу са магијским мишљењем и интензивним страхом од непријатеља.

### Поремећаји личности
Мета-анализа из 2004. године сагледала је поремећаје личности у светлу петофакторске теорије личности (модел Великих пет) и између осталог пронашла да су виши нивои неуротицизма у корелацији са многим поремећајима личности.

## Теорије узрочности

### Хипотеза менталне буке
Студије су откриле да се просечно време реакције (што је једна од мера успешности на когнитивним задацима) неће разликовати између појединаца са високим мерама неуротицизма и оних са ниским, али да код појединаца са високим скором успешност знатно више варира из покушаја у покушај, што се огледа у стандардној девијацији времена реакције. Другим речима, на неким испитивањима неуротични појединци су бржи од просека, а на другима спорији од просека. Сугерисано је да ова варијабилност одражава “буку” у појединим системима за обраду информација или нестабилност основних когнитивних операција (као што су процеси регулације), а да та бука потиче из два извора: менталне преокупације и процеса реактивности.
Флемиг и сарадници (2007) су проучавали менталну буку у оквиру свакодневног понашања користећи Упитник когнитивних неуспеха (УКН), којим се испитује учесталост пропуста у одржавању пажње. Мере са овог упитника корелиране су са две добро познате мере неуротицизма, БИС / БАС скалом и Ајзенковим упитником личности. Показало се да су мере са једне подскале УКН упитника, којом се бележи учесталост ненамерних реакција, најјаче повезане са неуротицизмом (r = .40), као и да објашњавају више варијансе (16%) него укупан скор на УКН упитнику (7%). На основу ових резултата, аутори сугеришу да је ментална бука врло специфичне природе и да је највише повезана са бегом пажње који настаје услед унутрашњих дистрактора, попут брига и преокупација.

### Еволуциона психологија
Теорија еволуције такође може објаснити разлике у личности. На пример, један од еволуционих приступа разумевању депресије фокусира се на неуротицизам, тврдећи да је у прошлости повећана реактивност на негативне исходе могла имати користи за преживљавање. Поред тога, сугерисано је и да може постојати позитивна веза између нивоа неуротицизма и успеха на универзитету, али уз предуслов да се особа успешно суочава са негативним аспектима неуротицизма. Исто тако, повећана реактивност на позитивне догађаје могла је деловати повољно на репродуктивно понашање, те је могуће да је дошло до природне селекције оних гена који су заслужни за генерално већу реактивност. Нитл тврди да еволуција преферира више нивое неуротицизма, све док негативни ефекти не превазилазе користи, те да је то је довело до селекције за одређени оптимални ниво неуротицизма. Ова врста селекције резултирала је нормалном дистрибуцијом неуротицизма, тако да на крајевима дистрибуције имамо особе са прекомерним или прениским неуротицизмом, међу којима особе са прекомерним неуротицизмом показују већу рањивост на негативне ефекте депресије. Нитл ово нуди као објашњење за постојање депресије, не претпостављајући, као неки аутори, да депресија сама по себи има неке еволуцијске користи.

### Теорија управљања страхом
Према теорији управљања страхом, неуротицизам је првенствено узрокован несвесним страхом од смрти који особа не уме да савлада или бар умањи. Аутори ове теорије наводе да би амортизери овог страха могли бити поглед на свет који негује одређена култура или појединчеве личне вредности.
Иако се ова теорија слаже са стандардним еволуционо-психолошким извештајима да узроци неуротицизма код човека леже у адаптивној осетљивости на негативне исходе, она додаје и тезу да је неуротицизам изузетно порастао онда када је човек достигао виши ниво свести, јер је услед тога развијена и свест о смрти, која утиче лоше на остале адаптивне функције. Стога би, сугеришу аутори, ову анксиозност требало умањити путем креативних, али углавном измишљених појмова  од културног значаја и личне вредности. Будући да високо религиозне или натприродне концепције света пружају „космички“ лични значај и дословну бесмртност, сматра се да оне прилично ублажавају страх од смрти и неуротицизам. Уз то, аутори сматрају и да је историјски прелазак на материјалистичке и секуларне културе - почев од неолита, а кулминирајући индустријском револуцијом, узрок пораста неуротичности.

### Генетски и средински утицаји
Преглед истраживања из 2013. године наводи да је „неуротицизам производ садејства генетских и срединских утицаја, као и да се процене херитабилности обично крећу 40%-60%.“ Величина ефекта ових генетских разлика остаје углавном иста током целог развоја, али тражење било каквих специфичних гена који контролишу ниво неуротицизма није се показало успешним до сада. Што се тиче утицаја средине, показано је да су различите трауме током развоја, попут емоционалног занемаривања и сексуалног злостављања, позитивно повезане са неуротицизмом. Међутим, изгледа да, чак и тако лоше срединске околности, "ретко кад доводе до врло озбиљних и трајних промена у неуротцизму и менталном здрављу уопште".
Када су у питању деца и адолесценти, психолози говоре о тзв. темпераментној негативној афективности која током пубертета може прерасти у неуротицизам. Просечни ниво неуротицизма мења се током живота у функцији сазревања личности и друштвених улога, али и услед експресије нових гена. Утврђено је да се неуротицизам нарочито смањује са старењем, где се видан пад бележи око четрдесетих, након чега долази до стабилизације. Може се рећи да током живота слаби генетски,а повећава се средински утицај на неуротицизам, иако се може рећи и људи сами утичу на догађаје сходно нивоу сопственог неуротицизма.
Новонастало поље „имиџинг генетике “ (која кориси неуроимиџинг технике, тј. технике снимања мозга) истражује улогу генетских варијација у структури и функцији мозга, као и утiцај одређених гена за које се претпоставља да су повезани са неуротицизмом. Међу доста проучаваним је ген за серотонински транспортер (5-ХТТЛПР), за који се показује да присуство његове кратке варијанте резултира већом активношћу амигдале када се појединац изложи негативним стимулусима.Два су модела предложена да објасне врсту повезаности између гена 5-ХТТЛПР и активности амигдале. Први модел „фазне активације“ предлаже да ген контролише ниво активности амигдале као одговор на стрес, док модел „тоничне активације“ предлаже да ген контролише основну активност амигдале. Још један ген за који је предложено да се истражи његова веза с неуротицизмом јесте ген катехол-О-метилтрансферазе.
Као аспекти неуротицизма проучаване су и анксиозност, као и маладаптивне реакције на стрес. Показује се да утицај на развој неуротицизма (у комбинацији с ефектима средине) може имати дисерегулација осе хипоталамус-хипофиза-надбубрежна жлезда и глукокортикоидног система.
Студије неуроимиџинга које су користиле функционалну магнетну резонанцу дале су мешовите резултате, међу којима неки сугеришу да повећана активност амигдале и предњег цингуларног кортекса, можданих региона повезаних са узбуђењем, корелира са високим резултатима неуротичности. Слична веза пронађена је и са медијалним префронталним кортексом, инсулом и хипокампусом, док друге студије нису пронашле никакве корелације.
Особина која је истраживачима такође привукла пажњу јесте инхибиција понашања или „инхибиција непознатог“, а односи се на повлачење или страх од непознатих ситуација. Ова особина процењује се углавном посматрањем понашања детета при сусрету са непознатим особама. Претпоставља се да је ова особина повезана са функцијом амигдале, али до сада су докази били помешани.

## Старост, пол и географски положај
Преглед из 2013. године открива да групе повезане са вишим нивоима неуротичности јесу млади одрасли који су у високом ризику од поремећаја расположења. Истраживања на великим узорцима показују већи ниво неуротицизма код жена, него код мушкараца,  као и да се неуротичност благо смањује са годинама, али сугерисано је да се спроведу даља истраживања ових разлика уз коришћење савремених техника снимања мозга, попут функционалне магнетне резонанце. Преглед истраживања из 2010. године показује је да се полне разлике у особинама личности крећу од малих до умерених, као и да се највећа разлика тиче управо особина сарадљивости и неуротицизма. Полне разлике у неким особинама личности показују се као веће у развијеним земљама, у поређењу са разликама нађеним у оним мање развијеним, што сугерише да постоји утицај животне средине. Међутим, разлике у екстраверзији, неуротицизму и оријентацији на људе/ствари показују конзистентност на различитим нивоима економском развоја, што имплицира постојање биолошког утицаја на ове особине. Резултати три крос-културне студије показују више ниво неуротицизма код жена у готово свим земљама.
Преглед из 2016. године наводи да је у оквиру Сједињених Америчких Држава, неуротицизам највиши у Средњем Атлантику, те да опада како се иде према западу, док је особина звана отвореност за искуства највећа у етнички мешовитим регионима Средњег Атлантика, Новој Енглеској, Западној обали и градовима. Слично томе, у Великој Британији је неуротичност најнижа у урбаним срединама. Генерално, географске студије проналазе корелације између ниског нивоа неуротицизма, с једне стране, и предузетништва и економске виталности,с друге, као и корелације између високог неуротицизма и лоших резултата здравственог система. Међутим, прегледом је утврђено да је узрочно-последична веза између регионалних, културних и економских услова, с једне стране, и психолошког здравља с друге, потпуно нејасна.